# Gvardijan
Gvardijan (tal. guardiano, od guardare – paziti, čuvati) je poglavar franjevačkog samostana.
Gvardijan je poglavar samostana reda franjevaca. Gvardijan ima dužnost paziti, odnosno, čuvati članove samostana. Gvardijana bira poglavar provincije koji se zove provincijal.